# 四川人民出版社
四川人民出版社是中华人民共和国的一家出版社，是新华文轩下属国有企业，成立于1952年9月，社址位于四川省成都市。